# Teorema del punto fisso di Schauder
In matematica, il teorema del punto fisso di Schauder o teorema di Schauder è un teorema di punto fisso che estende il teorema di Brouwer su uno spazio vettoriale topologico. Stabilisce che un operatore completamente continuo, definito da un sottoinsieme convesso, chiuso e limitato di uno spazio di Banach in sé stesso, ha almeno un punto fisso.
Un corollario del teorema di Schauder è il teorema di Schaefer, detto anche delle "stime a priori", a sua volta generalizzato come teorema di Leray-Schauder.
Il teorema del punto fisso di Schauder prende il nome dal matematico polacco Juliusz Schauder, ed esistono varie generalizzazioni come il teorema di Altman, il teorema di Rothe, il teorema di Kakutani o il teorema di Tikhonov.